# 알렉산드르 아피노게노프
알렉산드르 아피노게노프(Aleksandr Nikolayevich Afinogenov, 러시아어: Алекса́ндр Никола́евич Афиноге́нов, 1904년 4월 4일 ~ 1941년 10월 29일)는 러시아의 극작가다.
1926년의 처녀작 발표 이래, 1941년 10월 독일군의 모스크바 공습으로 쓰러질 때까지, 그 짧은 생애에 20여 편의 희곡을 썼다. 과학 분야에서의 계급투쟁을 주제로 한 <공포>(1931), 소박한 사람들의 나날의 근로를 찬양한 <다료코에>(1935), 아름다운 청춘의 노래라고 할 수 있는 한 소녀와 노교수의 이야기 <마셴카> 등이 그 대표작이다.